# Drifting in Silence
Drifting in Silence è un progetto ambient del multi-strumentalista Derrick Stembridge. Secondo l'artista il nome scelto descrive la "sensazione suscitata dalla musica" secondo intesa come la creazione della sensazione del movimento tra le regioni di luce ed ombra.

## Influenze e collaborazioni
Stembridge identifica la propria musica come "post-ambient".
Il suono dei Drifting in Silence è caratterizzato da un stratificazione guidata da ritmi groove e puntellato da tocchi e pizzichi di musica concreta. La tracce singole spaziano da toni poetici e meditativi a quelli energetici tipicamente groove.
Dietro Drifting in Silence, Stembridge cita chi lo ha più influenzato: Robin Guthrie, Brian Eno, Harold Budd e la musica di Skinny Puppy.
Ha collaborato con altri artisti quali 3l3tronic, Drev, Anthony Baldino e Her Odd Fist, ed ha composto alcune tracce per i videogiochi Maelstrom e Ninjatown della Southpeak Games.

## Discografia
I primi tre volumi formano una trilogia

### Album
- 2005 - Ladderdown (Labile Records)
- 2006 - Truth (Labile Records)
- 2007 - Fallto (Labile Records)
- 2007 - Chameleon (Labile Records)
- 2009 - Facewithin (Labile Records)
- 2011 - Lifesounds (Labile Records)
- 2012 - Longthenight (Labile Records)
- 2013 - Place In Time (Labile Records)
- 2014 - Desire (Labile Records)
- 2016 - Artificial (Labile Records)
- 2016 - Transmission (Labile Records)
- 2017 - Dawn (Labile Records)

### EP
- 2011 - Waves of Consciousness (EverythingIsChemical) (EP, in free download)